# Matrice à diagonale dominante
En algèbre linéaire, une matrice carrée à coefficients réels ou complexes est dite à diagonale dominante lorsque le module de chaque terme diagonal est supérieur ou égal à la somme des modules des autres termes de sa ligne. Si {\displaystyle A=(a_{i,j})_{(i,j)\in [\![1,n]\!]^{2}}}, on a alors :
{\displaystyle \forall i\in [\![1,n]\!],\ |a_{i,i}|\geq \sum _{j=1 \atop j\neq i}^{n}|a_{i,j}|.}
De la même manière, A est dite à diagonale strictement dominante lorsque : 
{\displaystyle \forall i\in [\![1,n]\!],\ |a_{i,i}|>\sum _{j=1 \atop j\neq i}^{n}|a_{i,j}|.}

## Lemme de Hadamard
Ne doit pas être confondu avec Lemme de Hadamard.
Le « lemme de Hadamard » est un cas particulier du théorème de Gerschgorin. Inversement, il peut servir de lemme pour démontrer ce dernier.

Si {\displaystyle A=(a_{i,j})_{(i,j)\in [\![1,n]\!]^{2}}} est une matrice à diagonale strictement dominante alors A est inversible.

## Corollaire
Soit A une matrice hermitienne.
- Si A est à diagonale dominante alors, elle est positive si (et seulement si) ses coefficients diagonaux sont des réels positifs ou nuls.
- Si A est à diagonale strictement dominante alors, elle est définie positive si (et seulement si) ses coefficients diagonaux sont des réels strictement positifs.